# Phytodietus kunashiricus
Phytodietus kunashiricus är en stekelart som beskrevs av Valentina I. Tolkanitz 1976. Phytodietus kunashiricus ingår i släktet Phytodietus och familjen brokparasitsteklar. Inga underarter finns listade i Catalogue of Life.